# Dissocarpus
Dissocarpus é um género botânico pertencente à família Amaranthaceae.

## Espécies
- Dissocarpus biflorus
- Dissocarpus biflorus var. biflorus
  - Dissocarpus biflorus var. cephalocarpus
  - Dissocarpus biflorus var. villosus
- Dissocarpus fontinalis
- Dissocarpus latifolius
- Dissocarpus paradoxus
  - Dissocarpus paradoxus var. latifolius